# Der Bauernbündler
Der Bauernbündler erschien vom 1. Oktober 1906 bis zum 7. Mai 1938 als „Organ des Niederösterreichischen Bauernbundes“. War die Erscheinungsweise anfangs monatlich, so wechselte diese ab 1. Jänner 1908 auf zweimal monatlich und ab September 1923 wurde eine wöchentliche Erscheinungsweise eingeführt.
Als Zusatz wurde ab 1. Jänner 1915 die Bezeichnung „Zeitung des Niederösterreichischen Bauernbundes“ geführt und zwischen 8. Oktober 1932 und 29. August 1936 wurde die Rubrik „Der fortschrittliche Jungbauer“ eingeführt. Eine Faschingsbeilage erschien unter dem Titel „s'Beißzangerl“.
„Der Bauernbündler“ kolportierte das Motto des Bauernbundes „Der Bauernbund ist Schutz und Wehr, Für deutsche Bauern Recht und Ehr“.

## Redakteure
- Richard Wollek
- Karl Inführ (ab 5. November 1919)
- Emil Nentwich (ab 9. Februar 1924)
- Franz Oswald (ab 15. Juli 1933)

## Hauptschriftleiter
- P. Sturm (ab 15. November 1919)
- Leopold Figl (ab 16. November 1929)